# Capelle aan den IJssel
Capelle aan den IJssel (anhörenⓘ) ist eine Stadt und Gemeinde der niederländischen Provinz Südholland und zählte am 1. Januar 2025 laut Angabe des CBS 68.673 Einwohner.

## Lage und Wirtschaft
Capelle aan den IJssel liegt an der Hollandse IJssel, etwa sieben Kilometer nordöstlich der Nachbarstadt Rotterdam, und kann als ein Vorort dieser Großstadt bezeichnet werden. Im Außenviertel Schollevaar ist ein Bahnhof an der Bahnstrecke Utrecht–Rotterdam, das Einkaufszentrum Scholver und der Friedhof mit Crematorium. Das Zentrum ist durch eine U-Bahn-Linie mit Rotterdamer Metronetz verbunden. Auch eine Autobahn führt von hier nach Rotterdam.
Capelle hat selbst auch viel Industrie, vor allem Schiffsreparaturwerften und andere Metall verarbeitende Unternehmen, so wie allerlei Dienstleistungsbüros und -werkstätten.
Nachbarorte sind Nieuwerkerk und Rotterdam/Alexander.

## Geschichte
Rund um eine Kapelle und ein von den Herren von Moordrecht um 1250 erbautes, 1352 schon zerstörtes Schloss siedelten sich die ersten Dorfbewohner an. Capelle wurde zwischen 1350 und 1550 vor allem von Kriegen, danach von Überschwemmungen und Bränden heimgesucht. Nur die aus dem 15. Jahrhundert stammende Dorfkirche blieb immer wieder verschont. Etwa ab 1900 entwickelte sich an den Flussufern eine Schiffbauindustrie. Nach 1960 wuchs das Dorf zu einer Vorstadt von Rotterdam aus.

## Wirtschaft
Die Stadt ist eine typische Pendlerstadt im Großraum Rotterdam. In Capelle leben dabei viele Menschen mit höheren Bildungsabschlüssen, die in Rotterdam Führungspositionen ausüben.

## Politik

### Sitzverteilung im Gemeinderat
Der Gemeinderat setzt sich seit 1982 folgendermaßen zusammen:
| Partei                 | Sitze a | Sitze a | Sitze a | Sitze a | Sitze a | Sitze a | Sitze a | Sitze a | Sitze a | Sitze a | Sitze a |
| Partei                 | 1982    | 1986    | 1990    | 1994    | 1998    | 2002    | 2006    | 2010    | 2014    | 2018    | 2022    |
| ---------------------- | ------- | ------- | ------- | ------- | ------- | ------- | ------- | ------- | ------- | ------- | ------- |
| Leefbaar Capelle       | –       | –       | –       | –       | –       | 8       | 6       | 9       | 12      | 13      | 11      |
| D66                    | 4       | 1       | 3       | 7       | 2       | 2       | 0       | 3       | 4       | 3       | 4       |
| VVD                    | 9       | 7       | 7       | 7       | 8       | 5       | 6       | 4       | 3       | 4       | 4       |
| SGP                    | 3       | 3       | 4       | 3       | 3       | 2       | 2       | 3       | 3       | 3       | 3       |
| GPV                    | 3       | 3       | 4       | 1       | 2       | –       | –       | –       | –       | –       | –       |
| RPF                    | –       | –       | –       | 1       | 2       | –       | –       | –       | –       | –       | –       |
| Capels Bewoners Belang | –       | –       | –       | –       | –       | –       | –       | –       | –       | –       | 2       |
| GroenLinks             | –       | –       | 1       | –       | –       | 2       | 2       | 1       | –       | 2       | 2       |
| PvdA                   | 8       | 12      | 8       | 6       | 7       | 5       | 9       | 5       | 4       | 2       | 2       |
| ChristenUnie           | –       | –       | –       | –       | –       | 2       | 2       | 2       | 2       | 2       | 2       |
| CDA                    | 4       | 5       | 6       | 4       | 4       | 4       | 3       | 2       | 2       | 2       | 1       |
| SP                     | 0       | 0       | 0       | –       | –       | –       | –       | 1       | 3       | 2       | 1       |
| BVNL                   | –       | –       | –       | –       | –       | –       | –       | –       | –       | –       | 1       |
| CAPELLE.Nu!            | –       | –       | –       | –       | –       | –       | –       | 1       | 0       | –       | –       |
| TROTS                  | –       | –       | –       | –       | –       | –       | –       | 1       | –       | –       | –       |
| Capels Belang b c      | –       | –       | –       | 2       | 7       | 3       | 3       | 1       | –       | –       | –       |
| Solidair ’93 c         | –       | –       | –       | 2       | –       | –       | –       | –       | –       | –       | –       |
| Burgerbelangen b       | –       | –       | –       | 1       | –       | –       | –       | –       | –       | –       | –       |
| Capelse Democraten d e | –       | 3       | 2       | –       | –       | –       | –       | –       | –       | –       | –       |
| PSP                    | 1       | –       | –       | –       | –       | –       | –       | –       | –       | –       | –       |
| CPN                    | 1       | –       | –       | –       | –       | –       | –       | –       | –       | –       | –       |
| Gesamt                 | 29      | 31      | 31      | 31      | 33      | 33      | 33      | 33      | 33      | 33      | 33      |

Anmerkungen

### Bürgermeister
Seit dem 25. September 2024 ist Joost Manusama (parteilos) amtierender Bürgermeister der Gemeinde. Zu seinem Kollegium zählen die Beigeordneten Eric Faassen (VVD), Sjoerd Geissler (PvdA), Sjon Stout (Leefbaar Capelle), Harriët Westerdijk (VVD), Marc Wilson (Leefbaar Capelle), Rik van Woudenberg (D66) sowie der Gemeindesekretär Sander Duijmaer van Twist.

## Persönlichkeiten
- Gerrit van de Ruit (1911–1981), Radrennfahrer
- Ferry de Haan (* 1972), Fußballspieler
- Amir Absalem (* 1997), niederländisch-marokkanischer Fußballspieler
- Ramsey Angela (* 1999), Leichtathlet
- Vincent Hoppezak (* 1999), Radrennfahrer
- Noa Lang (* 1999), Fußball-Nationalspieler
- Sharon Nooitmeer (* 1999), Handballspielerin
- Jaron Vicario (* 1999), curaçaoisch-niederländischer Fußballspieler
- Alieke van Maurik (* 2005), Handballspielerin
- Lauren Molengraaf (* 2005), Radrennfahrerin